# El embustero
El embustero es una película de comedia y drama mexicana de 1985, dirigida por Rafael Villaseñor Kuri y protagonizada por Vicente Fernández, Patricia Rivera y María Sorté.

## Sinopsis
Vicente es un hombre de buen corazón que siempre ayuda a la gente y junto con unos amigos planea el robo a la caja fuerte de su patrón un comerciante abusivo al que sólo le importa el dinero; por lo tanto, Vicente es un ratero de alta escuela. Dado que la policía estaba detrás de él y su detención era inminente, junto a sus secuaces huyen a San Felipe; un pueblo cercano a la frontera con Estados Unidos, donde secuestran al maestro Ricardo Mendizábal que casualmente nadie conoce porque apenas llegaba al pueblo ese mismo día y Vicente se hace pasar por él.
Ahí comienza a dar clases en la escuela rural, y con el trato se enamora de la maestra Rosita y poco después adopta a Juanito, un niño huérfano a quien ayuda a integrarse a la clase. Todo es felicidad; Chente trae parte del dinero que robaron a Miguel Ángel, el comerciante de la ciudad y lo usa para remodelar la escuela que el cacique Dámaso tiene abandonada y olvidada.
Justamente cuando el verdadero maestro logra huir y da cuenta de ello a la policía, uno de los amigos de Chente, "El Tilico" regresa a la ciudad para dar aviso a Mercedes, quien sin dudarlo llega a San Felipe para hablar con Chente; éste le habla con la verdad, aceptando que Rosita es de quien está enamorado.
La rápida remodelación de la escuela, hace levantar las sospechas de don Dámaso, el cacique; que planea robar el banco del pueblo al secuestrar a Juanito y usarlo para ayudarle a vaciar la caja fuerte desde adentro. Sin embargo son descubiertos y al escucharse   los disparos el pueblo llega hasta el lugar, en ese momento Chente está por abrir la caja al usar su antigua técnica para abrir cajas fuertes, y aparece su examigo de infancia; agente de la policía, quien estaba celoso de Vicente cuando era aún novio de Mercedes en la capital. Toma venganza apresándolo, pero enternecido por el amor con que Vicente salva a Juanito le dice que no pasará mucho tiempo en prisión, y en efecto, regresa de nuevo con Rosita y Juanito.